# Marquesado de Montanaro

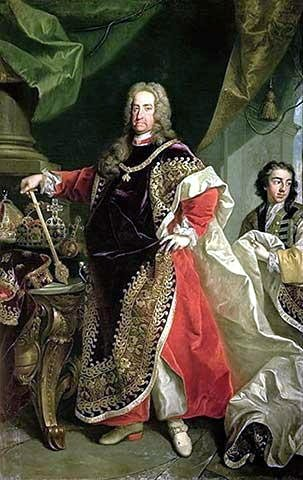
Archiduque pretendiente Carlos de Austria, creador del título de marqués de Huércal-Overa, actual Marquesado de Montanaro.

El Marquesado de Montanaro es un título nobiliario español creado por el Archiduque pretendiente Carlos de Austria, el 31 de marzo de 1708 a favor de Antonio María Montanaro y Leonárdiz como compensación por su participación y ayuda en la Guerra de Sucesión, nombrado Marqués de Huércal-Overa, que luego, tras reconocimiento de los Borbones, cambió su denominación a Marquesado de Montanaro.
El título se concedió con la denominación de "Marquesado de Huércal-Overa, haciendo referencia a la localidad de Huércal-Overa, en la provincia de Almería.
Este título fue rehabilitado por el rey Alfonso XIII en 1923, con la definición de "a segundo titular", con la actual denominación de "Marquesado de Montanaro", a favor de quién hubiera sido la séptima marquesa de Huércal-Overa, María del Mar Bermúdez de Castro y Seriñá Montes y Lillo, séptima descendiente directo del primer marqués de Huércal-Overa.

## Marqueses de Montanaro
| Creación por Archiduque Carlos de Austria | Creación por Archiduque Carlos de Austria                  | Creación por Archiduque Carlos de Austria |
| Marquesado de Huércal-Overa               | Marquesado de Huércal-Overa                                | Marquesado de Huércal-Overa               |
|                                           | Titular                                                    | Periodo                                   |
| ----------------------------------------- | ---------------------------------------------------------- | ----------------------------------------- |
| I                                         | Antonio María Montanaro y Leonárdiz                        | 1708-                                     |
| II                                        | José Juan de Montanaro y Aguado Leonardiz y López de Ayala | 1710-1758                                 |
| Rehabilitación por Alfonso XIII           |                                                            |                                           |
| Marquesado de Montanaro                   |                                                            |                                           |
| III                                       | María del Mar Bermúdez de Castro y Seriñá                  | 1923-1971                                 |

## Historia de los marqueses de Montanaro
- Antonio María Montanaro Leonárdiz, I marqués de Huércal-Overa (antigua denominación).

1. Casó con Ana de Gadea y Varona. Con descendientes directos, en los siguientes doscientos años, mediante seis generaciones.

- José Juan de Montanaro y Aguado Leonardiz y López de Ayala, II marqués de Huércal-Overa, Caballero de la Orden Imperial de Constantino de la de San Jorge de Alfama; natural de Cartagena, exilado en Viena desde 1710, falleció en 1758 allí.

1. Casó con su sobrina segunda Agustina Aguado López de Ayala.

- María del Mar Bermúdez de Castro y Seriñá, III marquesa de Montanaro ( nueva denominación de este título, al ser rehabilitado).

1. Casó con Manuel Dorado Rodríguez de Campomanes X marqués de la Nava de Barcinas.
2. Casó con Francisco Javier Allendesalazar y Azpiroz II conde de Tobar.
3. Casó con Juan Izquierdo Groselles.

## Escudo de Armas
Sus armas en campo de gules, un peñón al natural sobre una pradera de sinople: partido de azur, con dos escaleras hechas con soga de oro.

## Historia de la familia de Montanaro
Los Montanaro eran oriundos de la ciudad italiana de Génova en cuyos archivos constaba desde el año 1823 su antigua, famosa y noble prosapia. Se establecieron en Cartagena a últimos del siglo XVII y ocuparon importantes cargos en la Real Armada y Ejército y desempeñaron oficios concejiles. En ellos radicaron los títulos de Marqués de Huercavera (Huércal-Overa, Almería), Marqués de Montanaro y Señores de la Torre de los Alcázares con sus aljibes. El más célebre de los Montanaro fue Nicolás, regidor perpetuo de Cartagena y autor de un manuscrito sobre las Antigüedades de la ciudad que se conserva en la Real Academia de la Historia y del que existe en el archivo municipal una copia, así como un interesante expediente de Hidalguía de los Montanaro.
Según el escritor e historiador cartagenero José María Rubio Paredes, en su obra 'Nicolás Montanaro. Observaciones sobre antigüedades de Cartagena', Nicolás Montanaro Ansaldo nació en Cartagena en los últimos días de marzo de 1680.
Fue bautizado en la iglesia parroquial el 30 del mismo mes y apadrinado por abuelo materno y doña Catalina Montanaro. Hijo de genoveses avecindados en esta ciudad Juan Bautista Montanaro de Oca y Séptima Ansaldo y Cárrega. Contrajo matrimonio con Francisca Frávega Machavelo, de cuyo enlace nacieron Joaquín, Séptima, Bárbara, Séptima -la anterior hermana con dicho nombre había fallecido-, Juana, Florentina, Nicolás y Francisco. Habiendo fallecido Francisca, Nicolás, con 40 años, contraía nuevas nupcias con su cuñada Lucrecia Frávega Machavelo, de cuyo matrimonio nacieron Juan Bautista, María Teresa, Nicolás, Antonia y Lucrecia. En 1746 Nicolás perdió a su segunda esposa, pero conservó su viudedad durante los diez años que le sobrevivió.
Nicolás vivió en la calle de Bodegones en 1706, así como su hermano Antonio María. Nicolás aparece como regidor y su hermano, posiblemente, servía en el Arma de Artillería. Rubio Paredes señala que «Nicolás fue un burgués en el propio sentido del vocablo. Nacido en segundo lugar en el seno de familia de comerciantes-banqueros, vino a heredar todo aquello de segundo orden en el patrimonio paterno: título de regidor de Cartagena, beneficios propios de este cargo, gerencia local de los negocios comerciales y bancarios, ciertas propiedades en esa ciudad y su campo».
Nicolás había adquirido el título de regidor perpetuo por renuncia de su padre, en Cartagena, ante escribano público, el 19 de junio de 1703, obteniendo la confirmación real de Felipe V, y siendo recibido en la Corporación el 18 de agosto. Quizá la mayor actividad pública municipal tuvo lugar en 1712. Se apuntó 42 asistencias, récord propio y cifra elevada para cualquier regidor. Intervino en la distribución de la bula para ese año y presentó un memorial de las tabernas públicas; interviene en el repartimiento de una petición de dinero formulada por el rey; se le nombró para una investigación en el Archivo municipal acerca del arbitrio de la sosa y barrilla, y le correspondió en suerte este año, con otro regidor, ser comisarios de Propios, alcalde de la pesquera y alcalde de campo y huerta.
El prestigio de Nicolás Montanaro debió ser grande como para que el Ayuntamiento le dedicara una calle. Ya en 1717 aparece entre las calles de Cartagena la de Montanaro. Tal denominación debía tener su origen en construcciones realizadas por Nicolás en aquella zona de la Oya de Heredia, que desde principios del XVIII estaba siendo urbanizada. En 1743, Nicolás solicitaba del alcalde el cese de sus funciones en la Junta de Salud.
Federico Casal Martínez define a la de Montanaro como calle de áspera subida a la que se entra por la de Luis Angosto (Duque) y se sale, subiendo 39 escalones, a la de la Linterna. En lo alto de ella, a la derecha, desemboca el callejón de Zabala. La numeración de la calle de Montanaro continúa hasta su salida a la de la Linterna, pero el vulgo llama Travesía de Montanaro al trayecto comprendido entre Zabala y Linterna. El nombre de esta vía está tomado de la familia de Montanaro que desde antiguo moraba en Cartagena. Ricos propietarios que por una hacienda que poseían en la diputación de La Magdalena, dieron el nombre de Los Montanaros al paraje donde estaba situada la finca.
En la actualidad la calle aún existe, se ubica muy cerca del Ayuntamiento de Cartagena y de la Universidad Politécnica de Cartagena.

## Nota
La última titular, María del Mar Bermúdez de Castro y Seriñá Montes y Lillo, falleció en 1971 (nadie solicitó la sucesión en los siguientes tres años). Actualmente solo se puede pedir mediante rehabilitación, pero, hasta la fecha (año 2010), nadie ha solicitado dicha rehabilitación, por lo que el año 2011, el título quedará "Caducado", y pasará a ser simplemente un título histórico.
Actualmente, en el año 2011, la familia iniciará los trámites para su rehabilitación. Al no haberse resuelto la sucesión en el plazo de un año tras la solicitud y dada la situación de vacancia del título durante cuarenta o más años desde el fallecimiento de la última poseedora, el título caducó, imposibilitando su rehabilitación en el futuro.